# Cima Alessandria (Groenlandia)
La cima Alessandria (m 1690) si trova nel distretto di Angmassalik, in prossimità della costa sudorientale della Groenlandia.  Non va confusa con l'omonima cima Alessandria (m 5900 circa) situata nella Cordillera Blanca, in Perù.

## Storia alpinistica
Nel 1968, per commemorare il 40.mo anniversario della fondazione della sede di Alessandria del Club Alpino Italiano, la locale sezione organizzò una spedizione alpinistica in Groenlandia con l’obiettivo di salire alcune cime nella Schweitzerland e nel Caledonian Group, poco più a nord del 66.mo parallelo.
La spedizione, composta da sei alpinisti (Roberto Barberis, Mario Bonzano, Mario Pesce, Bruno Porcelli, Carla Soria Testera e Giancarlo Testera) portò a compimento l'attraversamento del tormentato Midgaard Gletscher, mai realizzato in precedenza, nonché la prima assoluta di quattro vette, nell’occasione battezzate con i nomi di cima Alessandria, cima Guasasco, cima Castello e punta Bellavista.
In particolare la conquista della montagna dal profilo acuminato, successivamente intitolata alla città piemontese, fu caratterizzata da parecchie difficoltà: ai passaggi di V su roccia infida e alle pendenze fino a 70° su uno scivolo di ghiaccio profondamente eroso da acque di fusione, si accompagnarono una valanga e scariche di sassi, che rischiarono più volte di travolgere la cordata: la fortuna consentì di evitare indesiderate conseguenze nonché il successo dell'ascensione, realizzata da Mario Bonzano e Giancarlo Testera.